# ベルトクイズQ&Q
『ベルトクイズQ&Q』（ベルトクイズ キューアンドキュー）は、1969年6月30日から1980年2月29日まで、TBS系列局で放送されていたクイズ番組である。当初はモノクロ放送だったが、1970年12月28日からカラー放送となった。

## 概要
月曜から金曜の週5日間、毎日正午から放送されていたクイズ番組。TBS社員の競馬好きの宇田文夫が企画書から作成し、当時としては破格の賞金を用意しクイズ番組を作った。
タイトルは、月曜から金曜に放送されるベルト番組（帯番組）であることに由来する。1970年3月まではTBSと朝日放送が曜日別という製作で、水曜放送分のみ朝日放送が、それ以外の曜日は全てTBSが担当するというスタイルだったが、同年4月以降は5つ全ての曜日でTBSが担当するようになった。
クイズは対戦勝ち抜き早押しクイズと、高額賞金をかけた「ミリオンステージ」（当初は「ラッキージャンプ」、のちに「ミリオンステージ」を経て「ボーナスチャンス」になる）の2本立てであった。番組開始時には公正取引委員会（公取委）による賞金制限が無かったため、最高賞金額を270万円（当時のラッキージャンプ全3問正解の場合）に設定していたが、公取委がいわゆる「100万円ルール」を制定したのを受けて100万円に改定した。
7月中旬から8月末までは「夏休み子供大会」、12月下旬から1月上旬までは「冬休み子供大会」が設定され、小中学生の出場があった。それぞれの大会で、休みの終わり（新学期の始まり）に伴い、子供大会は終了になったが、後にルールが変わり、次の回の子供大会にも引き続き出場可能と成った。この子供大会は、後継番組『スーパーダイスQ』でも引き続き行われていた（このときは「小学生親子大会」「中学生大会」「大学生大会」なるものもあった）。 
音楽は宇野誠一郎が担当していた。
当番組は、テレビ番組にコンピューターを使用した初めての番組である。使用コンピューターには、FACOM230-10を使用し、システム管理部員が「コンピューターのお兄さん」として出演した。セット費用は、アドビジョンと言われる電光板が約3千万円、出場者が座る座席の廻り舞台も含めると約5千万円もしたとされている。

## 放送時間
いずれも日本標準時。
- 月曜 - 金曜 12:00 - 12:40 （1969年6月30日 - 1975年9月26日）
- 月曜 - 金曜 12:00 - 12:25 （1975年9月29日 - 1978年9月29日） - 『シャボン玉こんにちは』の放送開始によって15分縮小。
- 月曜 - 金曜 12:00 - 12:20 （1978年10月2日 - 1980年2月29日） - 『シャボン玉こんにちは』の放送枠拡大によって5分縮小。

## 出演者
- 司会は当初、映画解説やラジオの深夜放送の司会で頭角を現していた増田貴光が務めていたが、1971年7月末に番組の収録中に体調不良を訴えて突然降板した。そのため、その後しばらくはアシスタントの円木紀久美が単独で司会も兼任していた。そして同年9月からは椎名勝己が、1972年5月からは押阪忍が司会を務めていた。
- 出題は『クイズタイムショック』（NETテレビ → テレビ朝日）の出題者でもある矢島正明が一貫して担当。矢島は押阪時代末期に限ってオープニングの挨拶で顔出ししていた。矢島がレギュラー番組で顔出しするのは、1969年から1972年までNHK総合で放送されていた子供向けのクイズ番組『チャンスだピンチだ』（「ドン・ズバリ」名義）に次いでこれが2つ目であり、しかも初代司会者の増田貴光が同番組でも司会を務めていた。
- ミリオンステージ前の「コンピューター性格診断」のコンピューターの声は、声優の井上瑤が担当していた。
- アシスタントは増田司会時代前期には郷司渉子が、増田司会時代後期から椎名司会時代までは前述の円木が、押阪司会時代前期には岸ユキが務めていた。なお、押阪時代後期（1977年4月以降）にはアシスタント無しで行われていた。

## 前期ルール

### 対戦勝ち抜き早押しクイズ
- 出場者は赤と白の解答席に分かれて対戦。挑戦者は持ち点30点からスタート。持ち点の範囲内（10点単位）で点数を賭け、早押しで解答権を得て問題に正解すればその賭け点分の得点が加算され、不正解や答えられなかった場合には賭け点分が没収される。5問目と7問目（後に3問目と5問目に変わる）の「チャンスタイム」は賭け点2倍獲得のチャンスがある（初期は映像からヒントが出る問題だったが、後期は従来通り読み上げ問題になっている）。相手の持ち点を0点にした解答者、または7問（後に5問）終了時点で持ち点の多い解答者が勝ち抜きとなる。勝ち抜いた時、ミリオンステージ（ラッキージャンプを含む。以下同じ）進出のボーダーラインが10点免除される（例：3人勝ち抜きなら30点免除、クイズの獲得点数が70点で、ミリオンステージへ）。
- 勝ち抜いた解答者の持ち点は、前の回の持ち点を引き継ぐ。
- 5人勝ち抜き、もしくは100点獲得の段階でミリオンステージに進出する（初期の頃は、コンピューター性格診断直後に出される1問だけの2択のコンピュータークイズに正解しないと挑戦できなかった）。
- 前期末期は、3人勝ち抜き時点でミリオンステージに進めない場合には敗退となる。
- 勝ち抜き賞金は当初5千円、後に1万円（子供大会の場合は「勝ち抜き賞」となり、それぞれの賞品を好きなものから一つ選ぶ）。
- 放送時間がいっぱいになった時には翌日に持ち越しとなり、続きから対戦、もしくはミリオンステージからスタートする。後期も同様だったが、時間いっぱいになると鳩時計の音が鳴った。

### ミリオンステージ
- ミリオンステージでは3問のクイズに挑戦し、解答者は100万円からスタートし不正解の度に減額される。全問正解で100万円、1問不正解で30万円、2問不正解、全問不正解で2万5千円（初期では「ラッキージャンプ」と呼び、30万円の問題、90万円の問題、270万円の問題の3問が順次出題され、途中不正解になると打ち切りになった）。
- 押阪時代になってからは、段階的に（10万円単位で）賞金を増額させ、最終的に3問正解で100万円に挑戦する。前期の第2期は10万円→30万円→100万円の3段階。それ以前（第1期）はいきなり100万円コースに挑戦も可能だった（解答者が10万円から100万円まで10万円単位で任意の金額を指定する）。不正解だと前の賞金が半減される。一問目に不正解となってしまうと挑戦している賞金の額にかかわらず、2万5千円（前期の第2・3・4期は3万円）しか受け取れない。
- さらに押阪時代前期の第3期は、10万円・30万円・100万円各コースから選び、その1回だけで終わる「一発勝負」（どのコースでも不正解なら3万円獲得）、第4期は10万円コースを廃止して30万円→100万円コースで行う「2回勝負」と、頻繁にルールが変わった。
- 問題は、押阪時代前期の第1期はどのコースでも1 - 10の中から選んだ。前期の第2・3・4期は、10万円コースは前と同じく1 - 10から選び、30万円コースと100万円コースは、8つのジャンル（「スポーツ」「芸能」など）から1つ選ぶ方式。
- 270万円（後に100万円）を賭けた問題は超難問で、複数の答えを言わなければならなかった。
- 押阪時代前期の第1期、1週間だけ芸能人大会が行われた時は、30万円・60万円・100万円の3コースに制限された。それ以外は通常と同じ。
- ラッキージャンプと押阪時代は、1問でも正解すれば、リタイヤも可能で、その場合にはそれまで獲得していた賞金を全額持ち帰れる。
- 子供大会のミリオンステージの場合は賞金ではなく、天体望遠鏡・ラテカセ・スポーツ用品等の中から好きな物を一点解答者に選ばせ（いわゆる「ミリオン賞」）、一問一発勝負させる形式。なお、末期の子供大会はミリオン賞を獲得すると、チャンピオン大会に進出して、ハワイ旅行を目指す形式があった。
- ミリオンステージ進出者は、問題出題前にコンピューターの「性格診断」を受ける。「はい」「いいえ」形式でコンピューターから出される問いに5問答え、終わった時点でコンピューターが挑戦者の性格を診断して延々と読み上げ、そのユニークな分析ぶりが常にギャラリーの笑いを誘っていた。なお、このコーナーは放送時間短縮時に廃止されている。
- 「Q兵衛」という番組マスコットの馬のぬいぐるみが製作され、番組参加賞（100万円獲得者を含むミリオンステージ進出者にはスタジオで授与）や視聴者プレゼント（「宿題クイズ」と呼ばれていた）として使用された。後に「チビQ」という小型サイズのぬいぐるみも登場した。
- 初期の頃は、270万円（後に100万円）獲得者に、小規模のトロフィーが授与されていた。
- ミリオンステージの表彰BGMは、ゆったりとしたストリングス調だった（1問でも正解すれば、途中敗退でも流れていた）。子供大会のオープニングでも同じBGMが流れていた。また、100万円獲得者が出ると解答席背後の碁盤の目のような電飾パネルが光り、その際に押阪が「ひゃーくまーんえーん！」「ひゃーくまーんえーん、やりました！」などと叫んでいた。

## 後期ルール

### 対戦勝ち抜き早押しクイズ
解答者は双方ともに40点からスタートし、持ち点の範囲内（10点単位）で点数を賭け、早押しで解答権を得て問題に正解すれば賭け点分の得点が加算されるが、正解した相手側、並びに両者不正解や無解答の場合は賭け点没収となる。また4問目からはチャンスクイズで賭け点2倍。解答者が100点を突破、もしくは相手側が0点になったところでゲーム終了。この時点で勝ち抜いた方に1万円獲得。

### ボーナスチャンス
- 「安全コース」と「危険コース」の2つのコースがあり、そのどちらかに挑戦する。
  1. 安全コース - 2者択一問題を7問出題。1問正解で1万円、以下6問まで1万円ずつ加算し、7問全問正解なら10万円。
  2. 危険コース - 一発勝負によるクイズで、ヒントを最大4つまで聞くことが出来る。そこで解った段階でボタンを押して答えを出し、第1ヒント正解で30万円、以下10万円、3万円、最終ヒントは1万円と減額される。不正解だと賞金無し。
- ボーナスチャンス終了後は対戦勝ち抜き早押しクイズに戻り、100万円を獲得するか、新チャンピオンに負かされるまで繰り返し対戦できる。なお、この後期ルールは後の『桂三枝の連続クイズ』でも使われた。

#### 最末期の子供大会の得点形式
最末期の子供大会（1979年の冬休みのみ実施）は賞金ではなく得点を積み重ねての形式で、得点上位が大晦日に放送のチャンピオン大会に進出し、ハワイ旅行を目指していた。
- クイズで勝った時の得点加算は無し。
- 安全コース - 1問正解で5点、以下6問まで5点ずつ加算し、7問全問正解なら50点。
- 危険コース - 第1ヒント正解で70点、以下30点、20点、10点と減点され、不正解だと0点。
- 100点を獲得したところでチャンピオン大会への出場権を得て終了。100点に到達せず敗退した人の中からも、得点上位者がチャンピオン大会に進出。

## 備考
- 同じくTBSで放送されていた『時間ですよ』の第77話（1973年5月2日放送分）で大前田小百合（初代・悠木千帆→樹木希林）が本番組に出場するシーンがあったが、初戦で敗退した。
- 漫画家・さくらももこの祖父・友蔵が出場したことがあり、さくら原作のアニメ『ちびまる子ちゃん』（フジテレビ）の「おじいちゃんベルトクイズに出る（後編）」（1991年5月19日放送分）にて当時のエピソードが描かれている。この回はTBSの協力の下で製作され、押阪が司会者役の声優として特別出演した。なお、出題者の声は矢島ではなく、当時フジテレビアナウンサーの境鶴丸が担当した。この回は『タカトシの時間ですよ!』（TBS、2012年9月5日放送分）でも放送された[7]。なお、アニメのストーリーでは第1期ルールが採用されており、友蔵は2人勝ち抜いた後にミリオンステージに移動、50万円の問題に正解したものの次に挑戦した100万円の問題で誤答、結果27万円（2人勝ち抜き＋50万の半額）を獲得した。
- 海援隊でメジャーデビューした後の武田鉄矢が出場記念品のぬいぐるみを娘からねだられ、一般解答者として出場したことがある[8]。
- スポーツライターの後藤健生も当番組に出場し、優勝したことがあった。まず、勝ち抜き戦とミリオンステージを制覇して賞金100万円を獲得し、その後行われた100万円獲得者によるグランドチャンピオン大会に出演、ここでもミリオンステージを制してもう100万円、都合200万円を稼いだ。これがきっかけで、後藤はサッカーの本場である南米への観光旅行に出かけ、それをきっかけにスポーツライターへの道を歩むことになる[9]。
- 押阪は本番組の終了から31日後に放送開始したフジテレビの昼の帯番組『日本全国ひる休み』の司会も務めていた。
- 1971年1月1日（金曜日）放送分は、後年裏番組の『アフタヌーンショー』（NETテレビ→テレビ朝日）で司会を務めることになる川崎敬三が解答者として出演していた[10]。
- 押阪がNHKの連続テレビ小説『ひよっこ』第20週「さて、問題です」：115話（2017年8月15日 火曜日放送分）にクイズ番組[11]の司会者役で出演した際、『ひよっこ』の制作側は本番組を見て視聴者との絶妙な掛け合いが素晴らしいと思い、ドラマ内でもこのライブ感を表現したいと考えて押阪に出演を依頼したという[12]。ちなみに問題を読み上げるナレーターは、押阪が会長を務めるエス・オー・プロモーションの所属アナウンサーである安田真理が演じた。

## 放送局
※系列は放送終了時点のもの。
| 放送対象地域           | 放送局       | 系列                   | 備考 |
| ---------------------- | ------------ | ---------------------- | --- |
| 関東広域圏             | 東京放送     | TBS系列                | 製作局（1970年3月までは水曜放送分以外の担当、同年4月以降は全曜日で担当） 現・TBSテレビ                                                            |
| 近畿広域圏             | 朝日放送     | TBS系列                | 製作局（1970年3月までは水曜放送分のみの担当） 1975年3月28日まで 現・朝日放送テレビ（テレビ朝日系列）                                              |
| 近畿広域圏             | 毎日放送     | TBS系列                | 1975年3月31日から、腸捻転の解消に伴う移行 |
| 北海道                 | 北海道放送   | TBS系列                | |
| 青森県                 | 青森テレビ   | TBS系列                | 1975年3月31日から |
| 岩手県                 | 岩手放送     | TBS系列                | 現・IBC岩手放送 |
| 宮城県                 | 東北放送     | TBS系列                | |
| 福島県                 | 福島テレビ   | TBS系列 フジテレビ系列 | 1970年3月30日から 1971年5月30日までは日本テレビ系列（当時組織としてはNNNのみ成立）                                                                |
| 山梨県                 | テレビ山梨   | TBS系列                | 1970年4月の開局時から |
| 新潟県                 | 新潟放送     | TBS系列                | |
| 長野県                 | 信越放送     | TBS系列                | |
| 静岡県                 | 静岡放送     | TBS系列                | |
| 石川県                 | 北陸放送     | TBS系列                | |
| 中京広域圏             | 中部日本放送 | TBS系列                | 現・CBCテレビ |
| 島根県 →鳥取県・島根県 | 山陰放送     | TBS系列                | 1972年9月21日までの放送免許エリアは島根県のみ 1972年9月22日より鳥取・島根の電波相互乗り入れで鳥取県でも放送                                       |
| 岡山県                 | 山陽放送     | TBS系列                | 現・RSK山陽放送。当時の放送免許エリアは岡山県のみ。                                                                                               |
| 広島県                 | 中国放送     | TBS系列                | |
| 山口県                 | テレビ山口   | TBS系列 フジテレビ系列 | 1979年4月2日から |
| 高知県                 | 高知放送     | 日本テレビ系列         | 1970年3月まで |
| 高知県                 | テレビ高知   | TBS系列                | 1970年4月の開局時から |
| 福岡県                 | RKB毎日放送  | TBS系列                | |
| 長崎県                 | 長崎放送     | TBS系列                | |
| 熊本県                 | 熊本放送     | TBS系列                | |
| 大分県                 | 大分放送     | TBS系列                | |
| 宮崎県                 | 宮崎放送     | TBS系列                | |
| 鹿児島県               | 南日本放送   | TBS系列                | |
| 沖縄県                 | 琉球放送     | TBS系列                | 日本復帰前後の番組開始当初、正午の時間は自社制作のローカルワイドニュース番組を放送したため15:00からの時差ネットだったが、後に同時ネットとなった。 |